# Aspudden
Aspudden est un quartier du district Hägersten-Älvsjö à Stockholm en Suède.

## Description
Aspudden est un quartier de Söderort bordé par Gröndal, Liljeholmen, Midsommarkransen et Hägersten.
La zone a commencé à être exploitée dans les années 1910 lorsque Byggnads AB Manhem a acheté des terres qui avaient été séparées de la ferme d'Hägersten.

## Assainissement et gentrification
Aspudden a été menacé de démolition dans les années 1960, lorsque le quartier était délabré et que certains politiciens et représentants du bien public préconisaient un nettoyage par la démolition.
Les habitants ont alors formé le groupe Rädda Aspudden pour protester contre les projets de démolition.
Un calcul figurant dans un rapport a montré qu'il serait moins coûteux de rénover et de moderniser les maisons existantes que de les démolir.
Les vieilles maisons ont été rénovées et les appartements plus petits ont été fusionnés et sont devenus plus grands.
Le nettoyage d'Aspudden a été décidé en 1974 et réalisé en 1975-1982.
Les maisons en très mauvais état ont été démolies. Le nettoyage d'Aspudden s'est traduit par plusieurs changements sociaux, entre autres choses, le revenu moyen a augmenté et, dans les années 1980, il s'est aligné sur celui du reste de Stockholm.
Durant les années de nettoyage, de nouveaux bâtiments ont été ajoutés dans les quartiers Vadaren, Palmfararen et Korpen (1978-1983).

## Transports
En 1964 la station de métro Aspudden fut inaugurée sur la ligne rouge du métro de Stockholm entre les stations Liljeholmen et Örnsberg.
La station est située dans un tunnel rocheux entre 15 et 20 mètres sous terre à Schlytersvägen – Erik Segersälls väg. La gare a été inaugurée le 5 avril 1964.
La distance jusqu'à la gare de Slussen est de 4,7 kilomètres.
L'agrandissement du métro a entraîné la disparition des anciens jardins familiaux d'Aspudden lors de la construction de la station de métro Örnsberg.

## Galerie

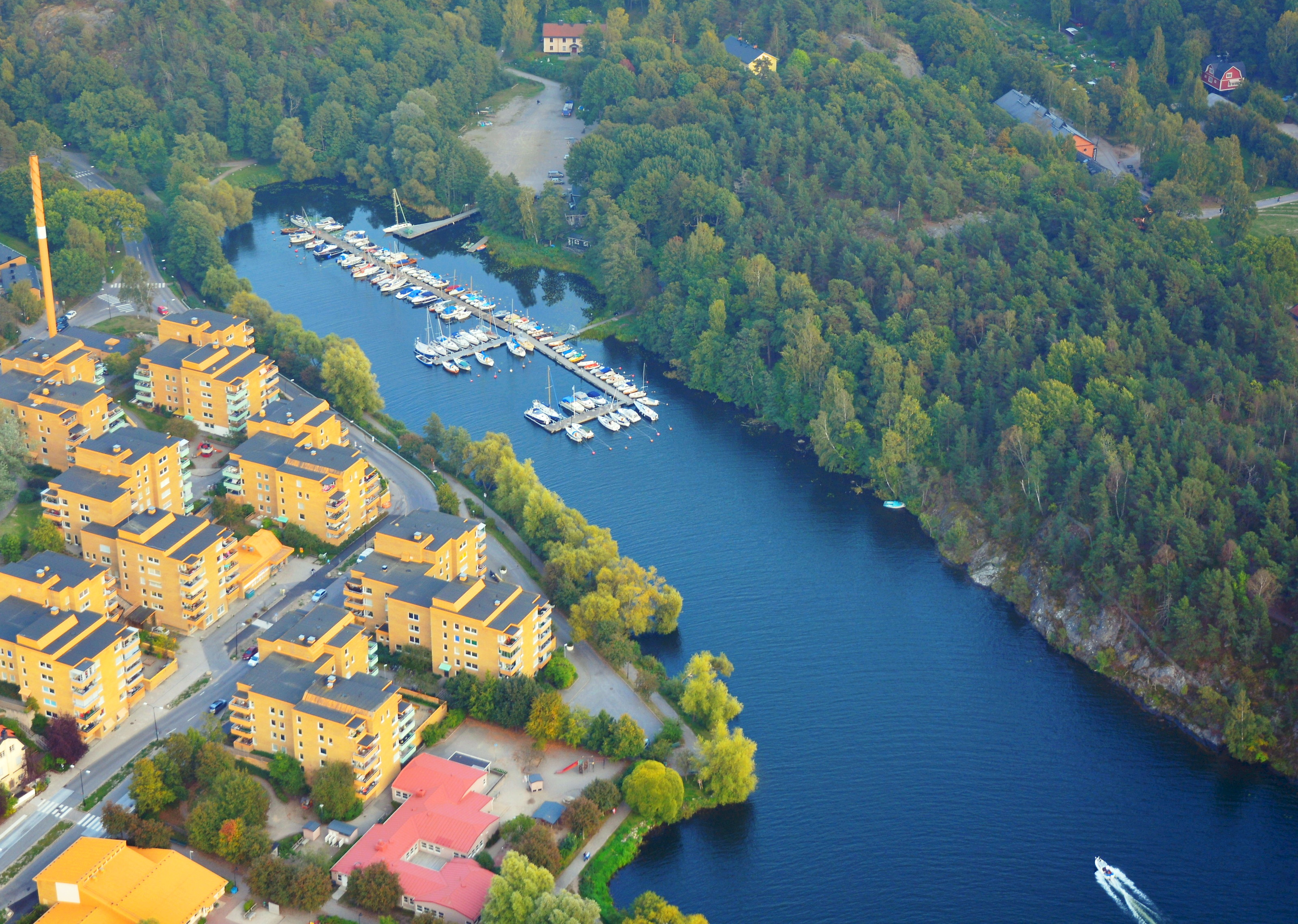
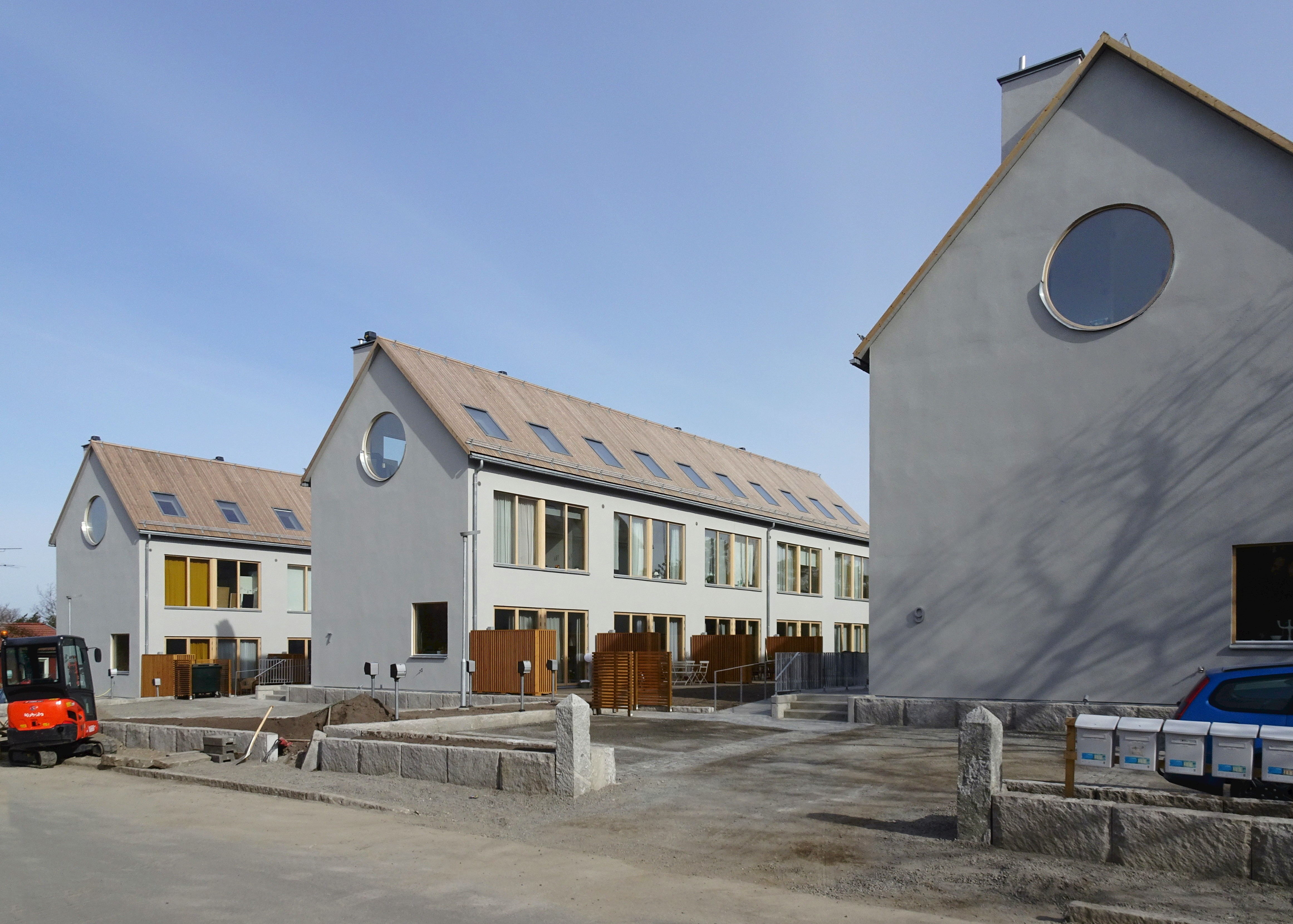
Schlytersvägen 5-9.
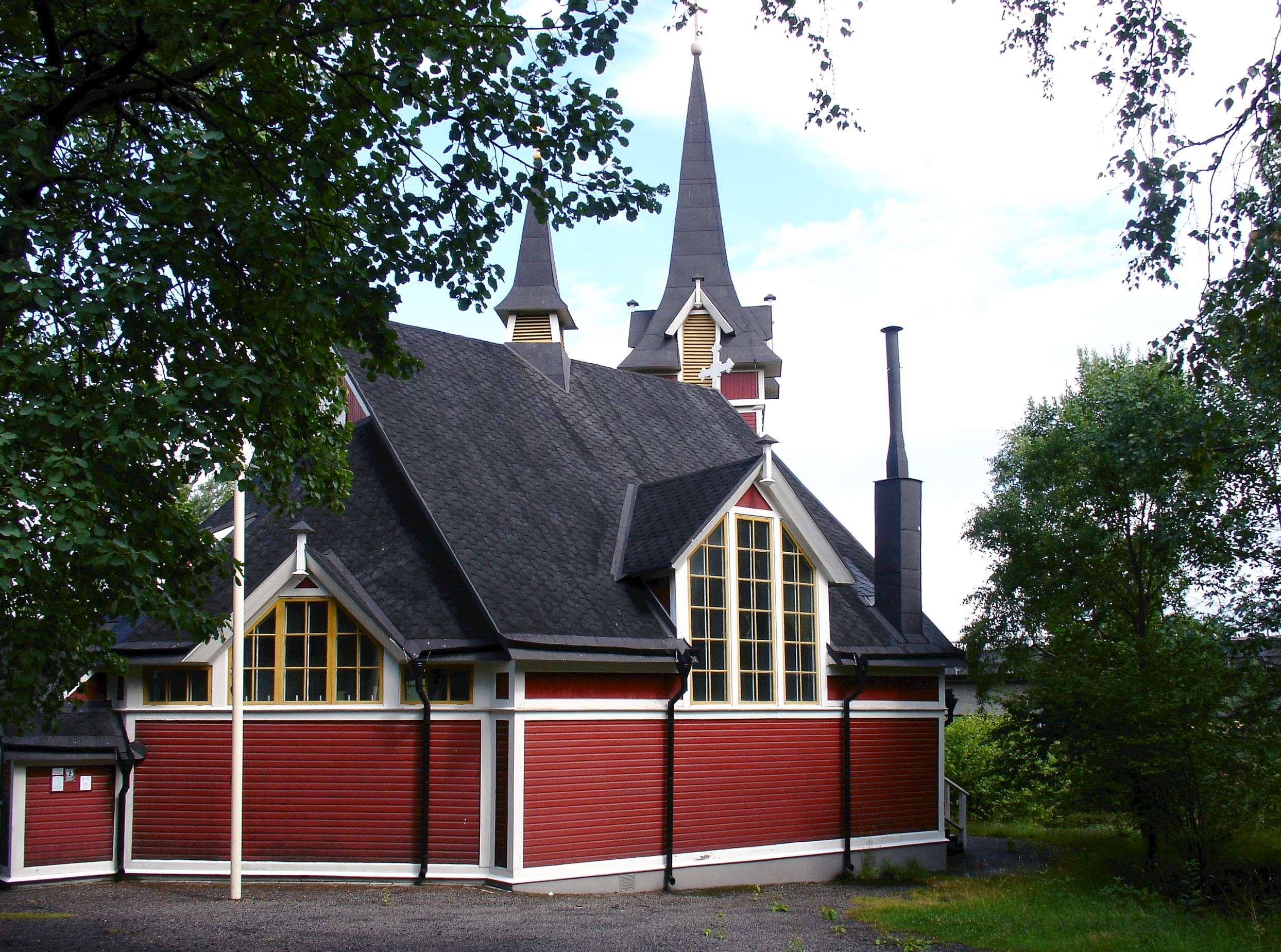
Église  Saint-Sigfrid.
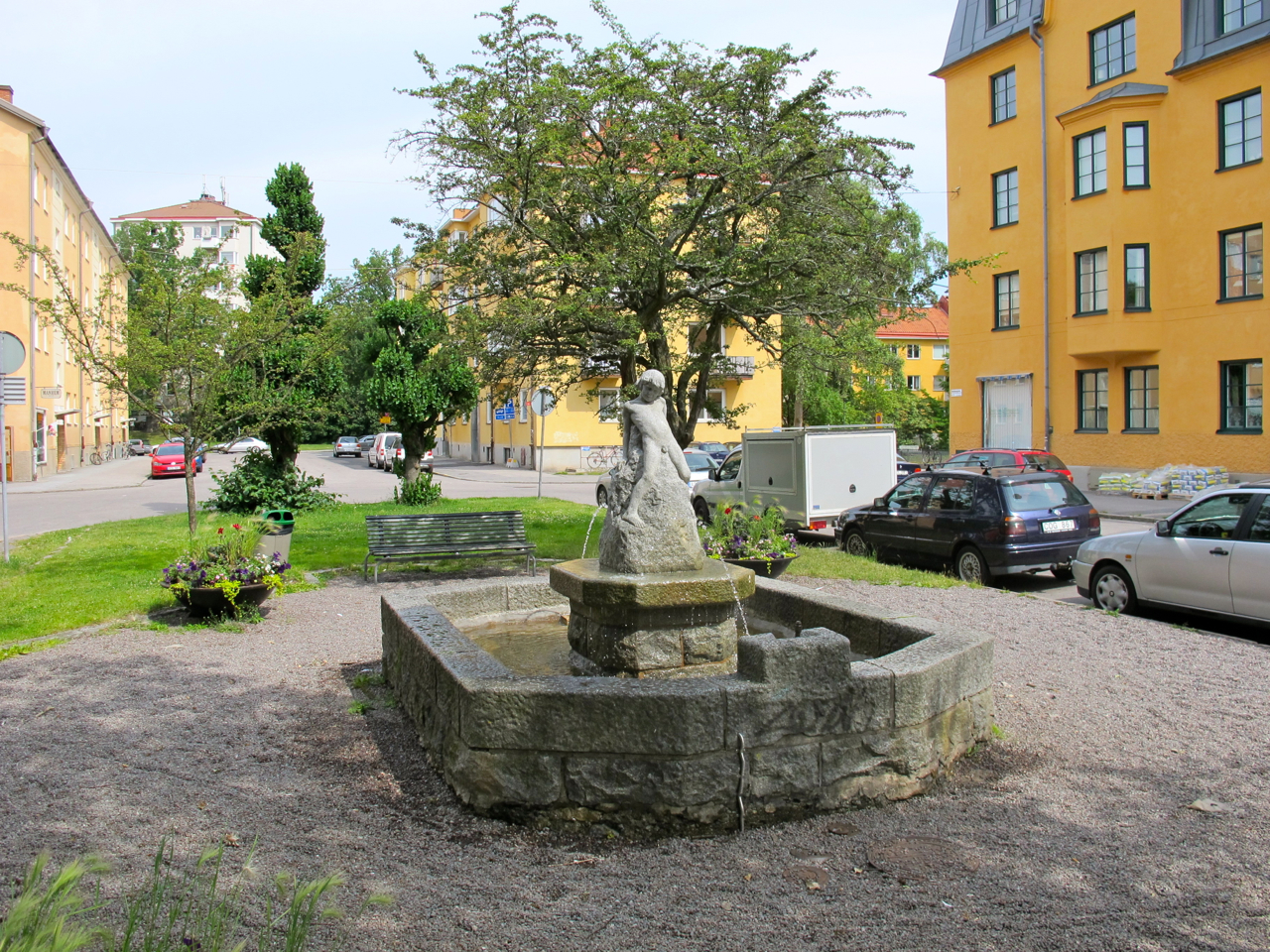
Fontaine avenue Albin Brag.

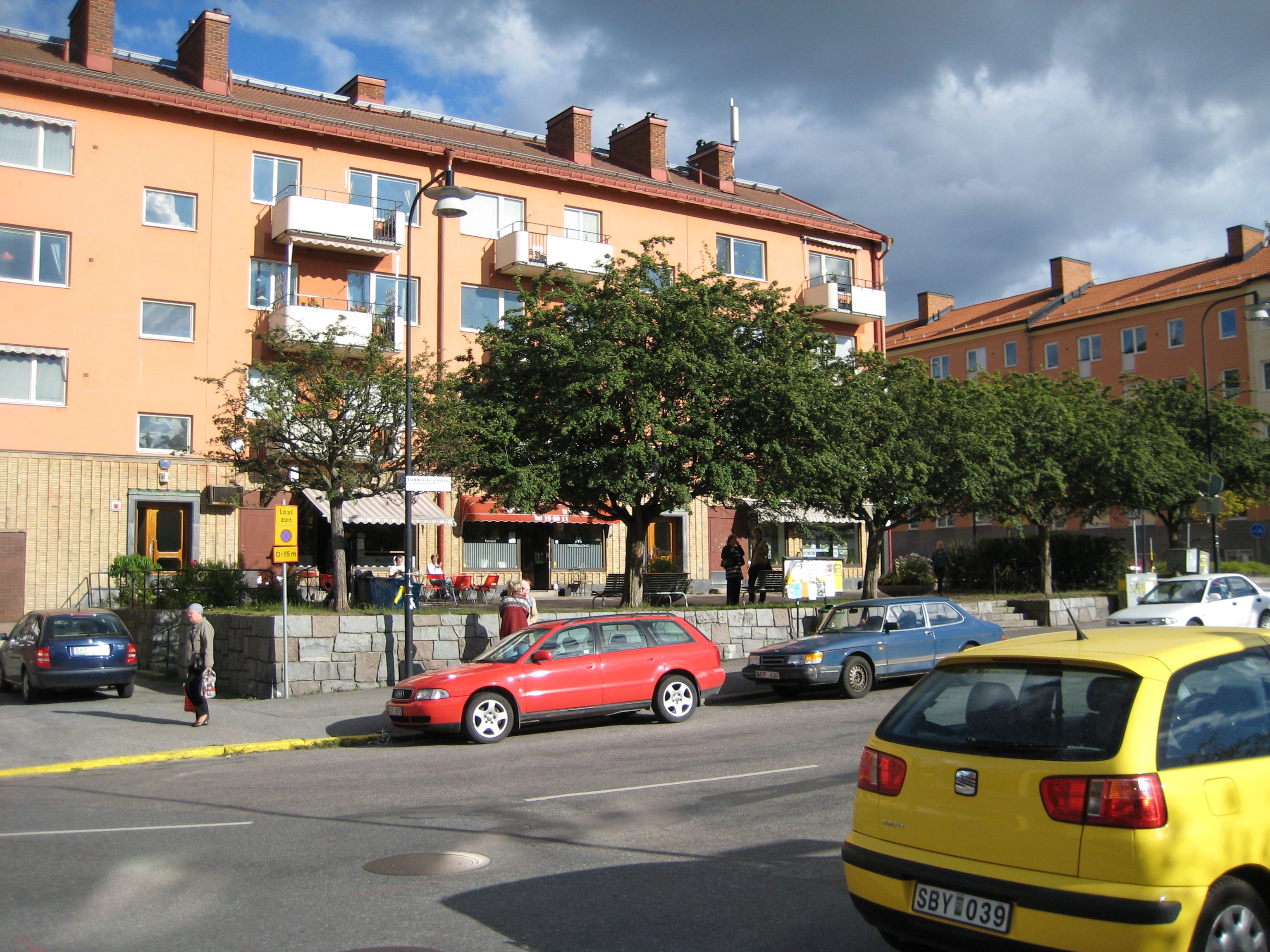
Restaurant à Fågeltorget.
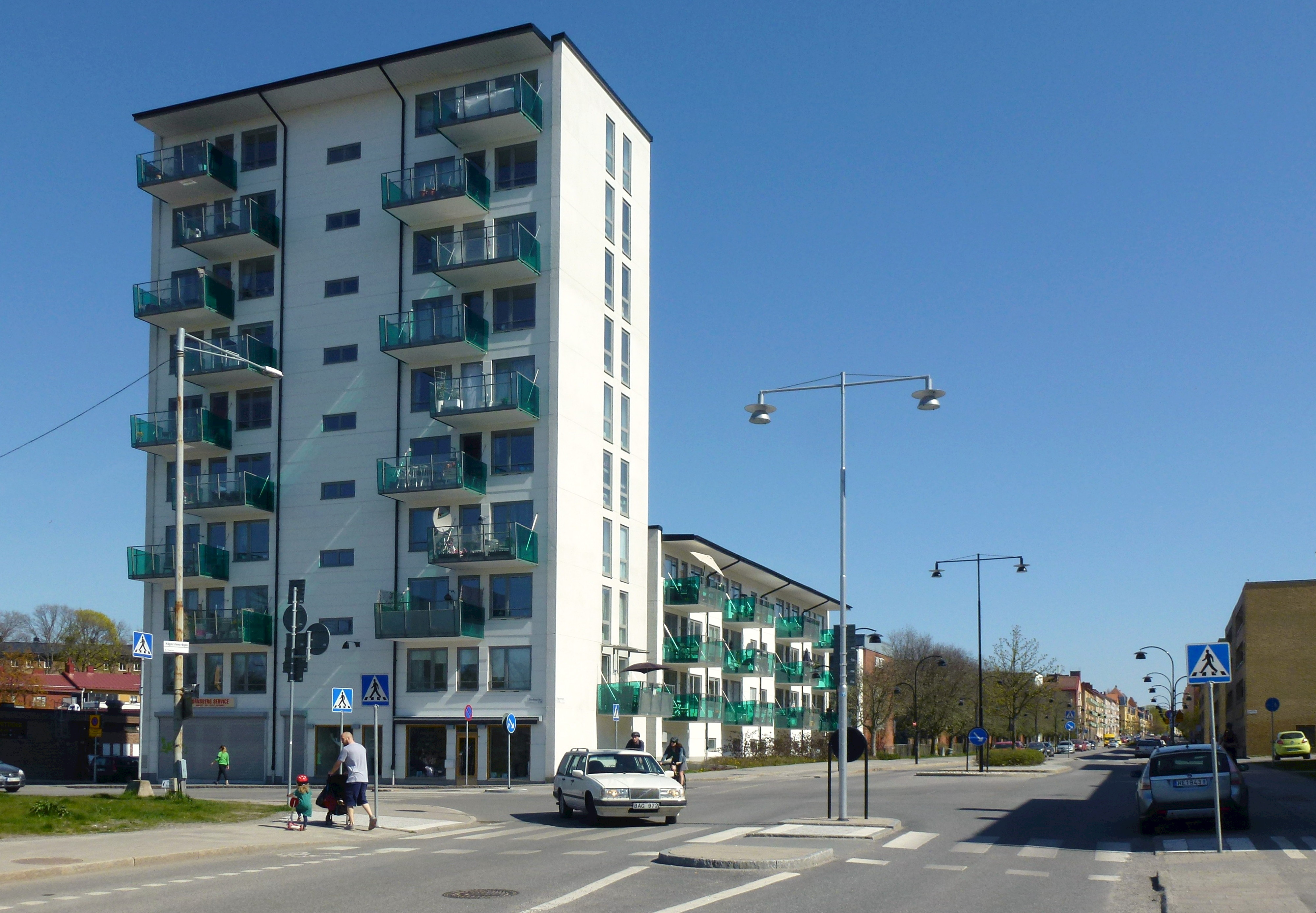
Hägerstensvägen.
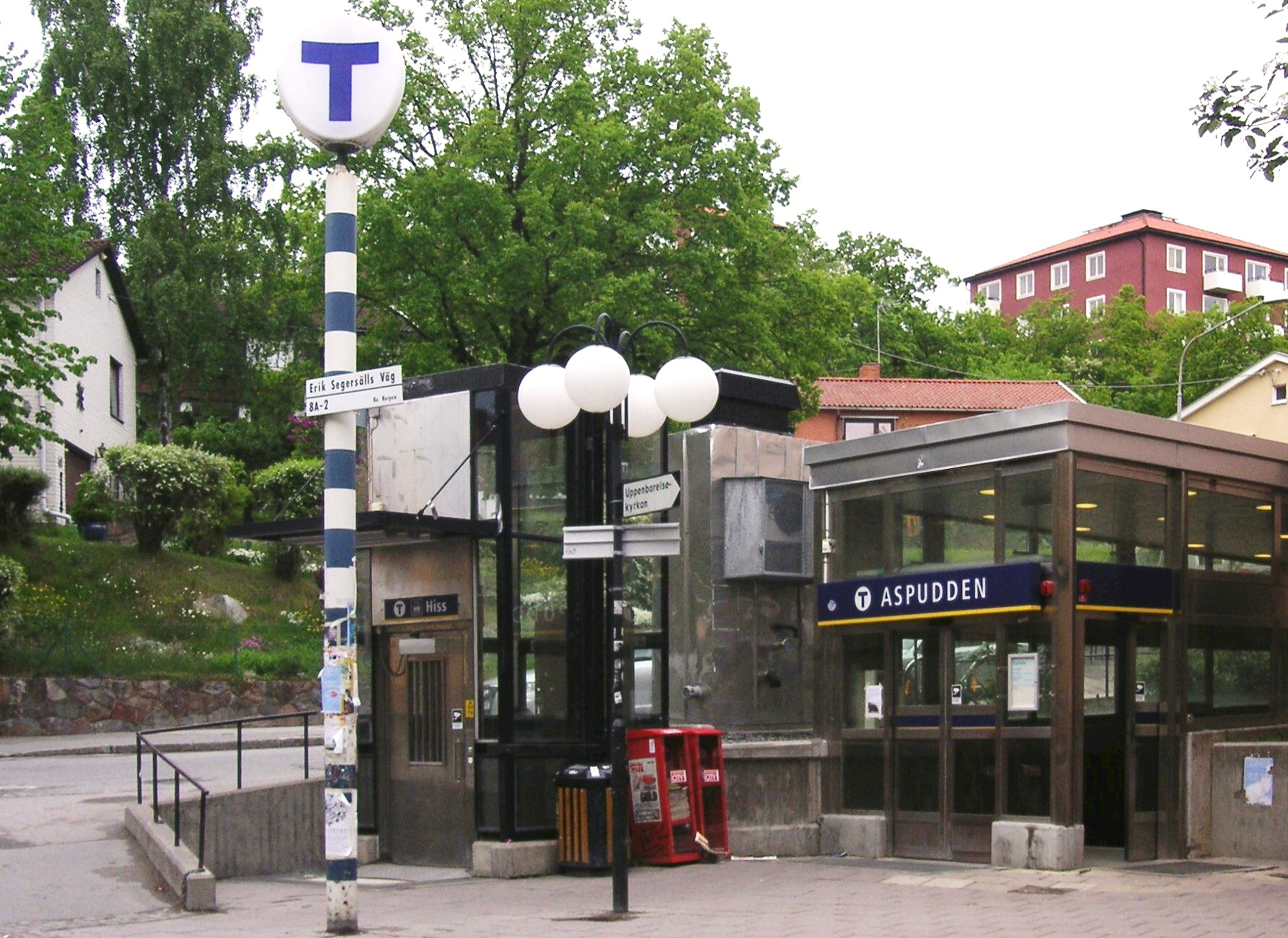
Station de métro Aspudden.
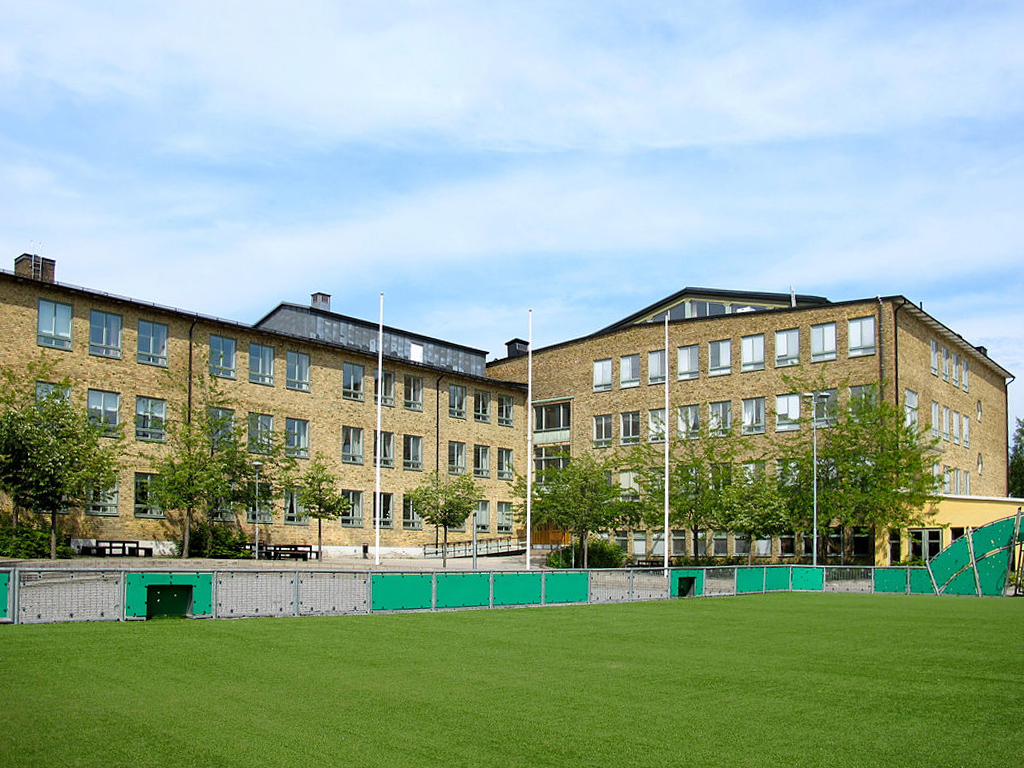
École d'Aspudden.